# 天鵝座V404
天鵝座 V404是一顆大約12±3 太陽質量黑洞的聯星系統，位在天鵝座內。它的伴星是質量略小於太陽的G或K型星。這兩顆恆星以相當接近的距離互繞，軌道週期為6.5 天。由於距離的接近，這顆主序星受到黑洞的引力扭曲成雞蛋形，並且逐漸向黑洞流失質量。
名稱中的"V"意思是這是一顆變星，它的光度會隨著時間的推移變暗或變亮。它也是一顆新星，因為它在20世紀至少三度產生明亮的能量爆發。最後，它也是軟X射線暫現源，因為定期短暫的發出X射線爆發。
在2009年，天鵝座 V404成為第一顆有著準確視差值的黑洞。科學家使用超長基線干涉儀的高靈敏度陣列測量天鵝座 V404的距離是2.39±0.14 千秒差距或(7.80±0.46)×103光年。

## 發現
在1989年5月22日，日本的銀河團隊發現一個新的X射線源，被編錄為GS 2023 + 338。這個來源的位置，後來發現與先前已知的新星天鵝座V404重合。

## 2015年爆發
2015年6月15日，NASA的雨燕衛星（Swift Gamma-Ray Burst Mission）和費米（Fermi Gamma-ray Space TelescopeFermi Gamma-ray Space Telescope）衛星檢測到新活動的第一個跡象。世界各地的觀測競逐從6月17日開始，包括ESA的INTEGRAL伽瑪射線天文台。INTEGRAL檢測到時間尺度短於1小時，反復明亮閃爍的光芒。當明亮時，天鵝座V404比天空中最亮的X射線元蟹狀星雲亮50倍。這次爆發是自1989年以來的第一次，之前的爆發分別發生在1938年和1956年；這種爆發可能是黑洞周圍的吸基盤累積了過多的物質，達到了一個臨界點所引發的。這次吸積盤內的爆發是有著不尋常的物理程序，才能以小望遠鏡在光度上檢測出，而且這些變化被認為是太空望遠鏡才能偵測到的。對INTEGRAL的資料做詳細分析顯示在黑洞附近存在著所謂的成對電漿。這種電漿由電子和它的反物質正電子組成。